# Фолкар Вайдлер
Фолкар Вайдлер (на германски Volker Weidler) е бивш пилот от Формула 1.
Роден на 18 март 1962 година в Хайделберг, Германия.

## Формула 1
Фолкар Вайдлер прави своя дебют във Формула 1 в голямата награда на Бразилия през 1989 година. В световния шампионат записва 10 състезания, като не успява да спечели точки. Състезава се за отбора на Риал.